# Червоно-Чехурский
Червоно-Чехурский — хутор в Петропавловском районе Воронежской области. Входит в Петропавловское сельское поселение.

## География

### Улицы
- ул. Коммунаров
- ул. Красноармейская
- ул. Мира
- ул. Пушкинская
- ул. Садовая

## Население
| 2010 |
| ---- |
| 78   |